# Centro Norueguês de Computação
O Centro Norueguês de Computação (CNC, em norueguês: Norsk Regnesentral ou NR) é uma fundação sem fins lucrativos, privada e independente. Foi criada em torno de 1952.
O CNC executa pesquisas e desenvolvimento de projetos nas áreas de sistemas de informação, comunicação e modelagem estatistica aplicada.
A linguagem de programação Simula foi projetada e foi construída por Ole-Johan Dahl e por Kristen Nygaard no CNC em Oslo entre 1962 e 1967.